# Trigonotis floribunda
Trigonotis floribunda är en strävbladig växtart som beskrevs av Ivan Murray Johnston. Trigonotis floribunda ingår i släktet Trigonotis och familjen strävbladiga växter. Inga underarter finns listade i Catalogue of Life.